# Dom Orejudos
Domingo Francisco Juan Esteban "Dom" Orejudos, Secundo (1 de julio de 1933-24 de septiembre de 1991), también conocido por los seudónimos de Etienne y Stephen, fue un artista, bailarín de ballet y coreógrafo abiertamente gay, conocido por su innovadora erótica masculina gay masculina que comenzó en la década de 1950. Junto con los artistas George Quaintance y Touko Laaksonen ("Tom of Finland"), con quienes se hizo amigo, el arte con temática leather de Orejudos promovió una imagen de los hombres homosexuales como fuertes y masculinos, como una alternativa al estereotipo entonces dominante como débil y afeminado. Con su primer amante y socio comercial, Chuck Renslow, Orejudos estableció muchos hitos de la cultura masculina gay de finales del siglo XX, incluido el bar Gold Coast, Man's Country Baths, la competencia International Mr. Leather, Chicago's August White Party, y las revistas Triumph, Rawhide y Mars. También fue activo e influyente en la comunidad de ballet de Chicago.

## Ballet
Dom Orejudos nació en Chicago, donde asistió a la McKinley High School, tocaba el violín en la orquesta de la escuela, se desempeñó como concertino en la orquesta del All Chicago High School y compitió en el equipo de gimnasia. Estudió dibujo y arte en el Instituto de Arte, asistió a la Escuela de Ballet Ellis-DuBoulay con una beca y luego se unió a la Compañía de Ballet de Illinois, donde fue bailarín principal durante nueve años y se convirtió en coreógrafo residente. Después del cierre del Illinois Ballet en 1972, creó nuevas coreografías durante otra década trabajando con la compañía Delta Festival Ballet en Nueva Orleans, Luisiana. Creó 18 ballets, organizados por 20 compañías de ballet regionales, incluidas Washington D. C., Atlanta, Houston, Mineápolis, San Francisco y Omaha. Recibió tres becas del Fondo Nacional de las Artes. Presentó su ballet Charioteer para inaugurar las transmisiones en color de la estación WTTW de Chicago, que recibió tres premios Emmy. Bailó en las compañías de gira de West Side Story, The King and I y Song of Norway.

## Arte

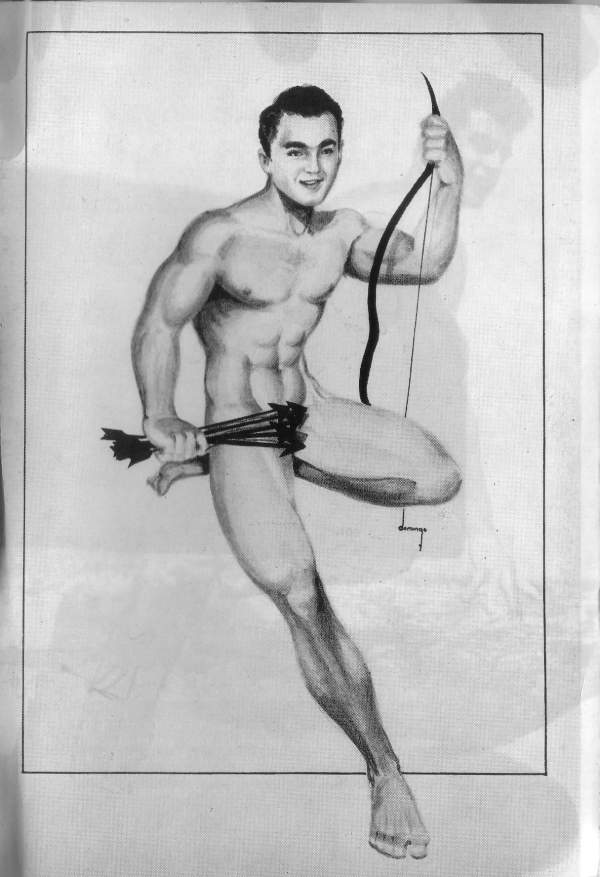
Una pintura de Cupido hecha por Orejudos reproducida en la edición de septiembre de 1953 de Tomorrow's Man, atribuida al "conocido artista de Chicago, Etienne".

Orejudos asistió a la Escuela del Instituto de Arte de Chicago durante un semestre, pero se sintió frustrado por el enfoque que se enseñaba allí. Cuando tenía 20 años, Chuck Renslow (entonces de 23 años) se le acercó en Oak Street Beach de Chicago y lo invitó a modelar para fotografías. Comenzaron una relación. También fundaron Kris Studios, un estudio de fotografía física que tomaba fotos para las revistas gay que publicaban. El estudio fue nombrado en parte para honrar a la pionera transgénero Christine Jorgensen. Orejudos comenzó a dibujar comercialmente en 1953, cuando recibió el encargo de dibujar ilustraciones eróticas para Tomorrow's Man, una revista publicada por Irv Johnson, el dueño del gimnasio donde hacía ejercicio. Adoptó el seudónimo de Etienne, el equivalente francés de su segundo nombre Esteban. Firmó dibujos a pluma y tinta hechos en un estilo ligeramente diferente con Stephen, el equivalente en inglés de su segundo nombre, para dar a entender que el estudio empleaba a varios artistas. Este último tipo de dibujos se convirtió en la base de los libros de cuentos, entre los primeros cómics homoeróticos explícitos publicados.
En 1958, Orejudos y Renslow compraron el gimnasio de Johnson, al que llamaron Triumph Gymnasium and Health Studio, trasladando el estudio de fotografía a un piso superior. En 1963 ampliaron su empresa editorial para lanzar Mars, una revista abiertamente centrada en el cuero. También produjeron cortometrajes de 16 mm de temática gay no explícitos, escritos y dirigidos por Orejudos. Después de perder gran parte de su archivo en una inundación de plomería en la década de 1970, entregó el resto a Target Studio, que se convirtió en su editor principal. En 1978, tuvo una exposición conjunta en una galería en San Francisco con el artista erótico Al Shapiro (A. Jay).
El arte de Orejudos se exhibió en el Museo de Arte Mary and Leigh Block de la Universidad Northwestern, el Museo de Historia de Chicago y el Centro de Colección de Estudios Roger Brown de la Escuela del Instituto de Arte.

## Vida personal
Además de su relación con Chuck Renslow, en 1969 Orejudos conoció a Robert (Bob) Yuhnke en una fiesta de temática leather en Manhattan. Desarrollaron una relación a larga distancia hasta que Bob se mudó a Chicago en 1979 para vivir con Orejudos. Juntos establecieron una residencia en Eldorado Springs, Colorado, en 1980, donde residieron hasta la muerte de Orejudos por complicaciones del SIDA. Orejudos continuó pasando un tiempo en Chicago hasta la muerte de su madre en 1984.
Orejudos contrajo neumonía durante un viaje con Bob en China antes de unirse a otros miembros de una delegación de Sister City de Boulder para una visita planificada a Lhasa (Tíbet) en 1987. Esta enfermedad reveló un diagnóstico de SIDA que contribuyó al deterioro de su salud, lo que provocó su muerte por complicaciones del SIDA el 24 de septiembre de 1991.

## Legado
En 1993, Orejudos recibió el Premio Forebear como parte de los Premios Pantheon of Leather.
En 2013, Orejudos fue incluido en el Salón de la Fama del Cuero.
El Archivo y Museo del Cuero tiene la mayor colección de obras originales de Orejudos bajo el nombre de “Etienne”. Cuenta con el auditorio Etienne, que cuenta con numerosos murales realizados por Orejudos.
Es uno de los conmemorados en el AIDS Memorial Quilt.